# Robert Lee (miasto)
Robert Lee – miasto w Stanach Zjednoczonych, w stanie Teksas, w hrabstwie Coke. W 2000 roku liczyło 1171 mieszkańców.